# Antigon
Az Antigon görög eredetű férfinév, jelentése valószínűleg: ellenkező, makacsnak született. Női párja: Antigoné.

## Gyakorisága
Az 1990-es években szórványosan fordult elő, a 2000-es években nem szerepel a 100 leggyakoribb férfinév között.

## Névnapok
- február 23.[2]